# 冯树勋
冯树勋（？—？），广东南海人，是一名清朝政治人物。
冯树勋曾于1854年接替富克精阿任南汇县知县一职，1857年由邓贤芬接任。